# Замок Дромоленд
Замок Дромоленд (англ. Dromoland Castle, ірл. Drom Ólainn) — замок Дром Олайнн — один із замків Ірландії, розташований у графстві Клер. Нині це п'ятизірковий готель із полем для гольфу, стоїть біля селища Ньюмаркет-на-Фергюс. Замок має ресторан «Граф Томонд», що в 1995 році був відзначений нагородою «Мішлен» за роботу найкращого кухаря цього ресторану — Жана-Батиста Молінарі.
Нинішня будівля замку Дромоленд була завершена 1835 року. Але ця будівля була побудована на місці старовинного замку, що датувався XV століттям. Цей старовинний замок збудував Томас — син Шейна Мак Анерґені. Існувало принаймні три замки, що в різний час називались замком Дромоленд. У свій час замок Дромоленд був резиденцією восьми поколінь вождів клану О'Браєн. Крім цього, у цьому замку жили люди ірландського клану Мак Інерней у XVI столітті. Згідно з працями історика Джеймса Фроста, назва замку Дром Олайнн перекладається як «Пагорб Суду».

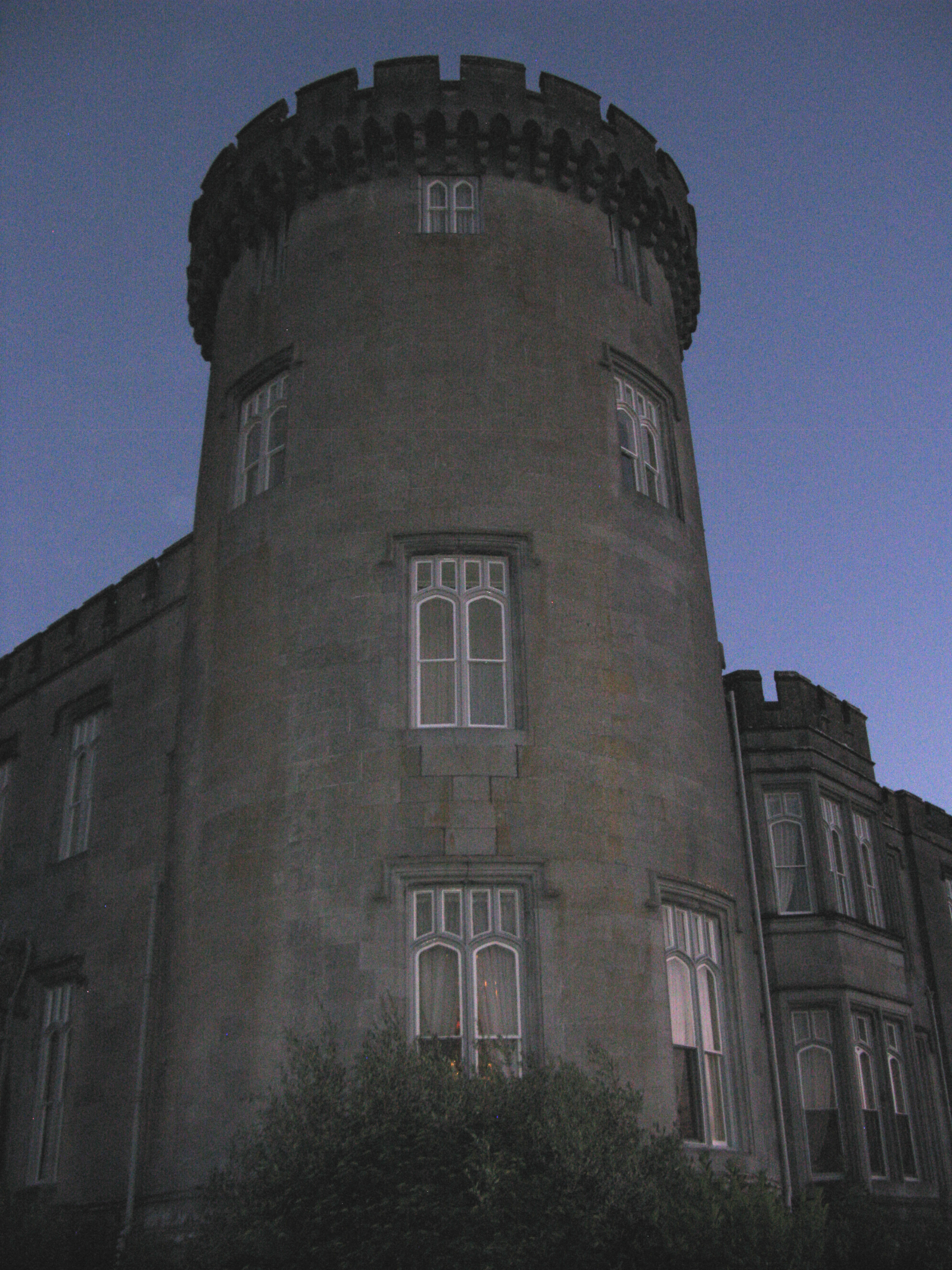
Одна з веж замку Дромоленд.

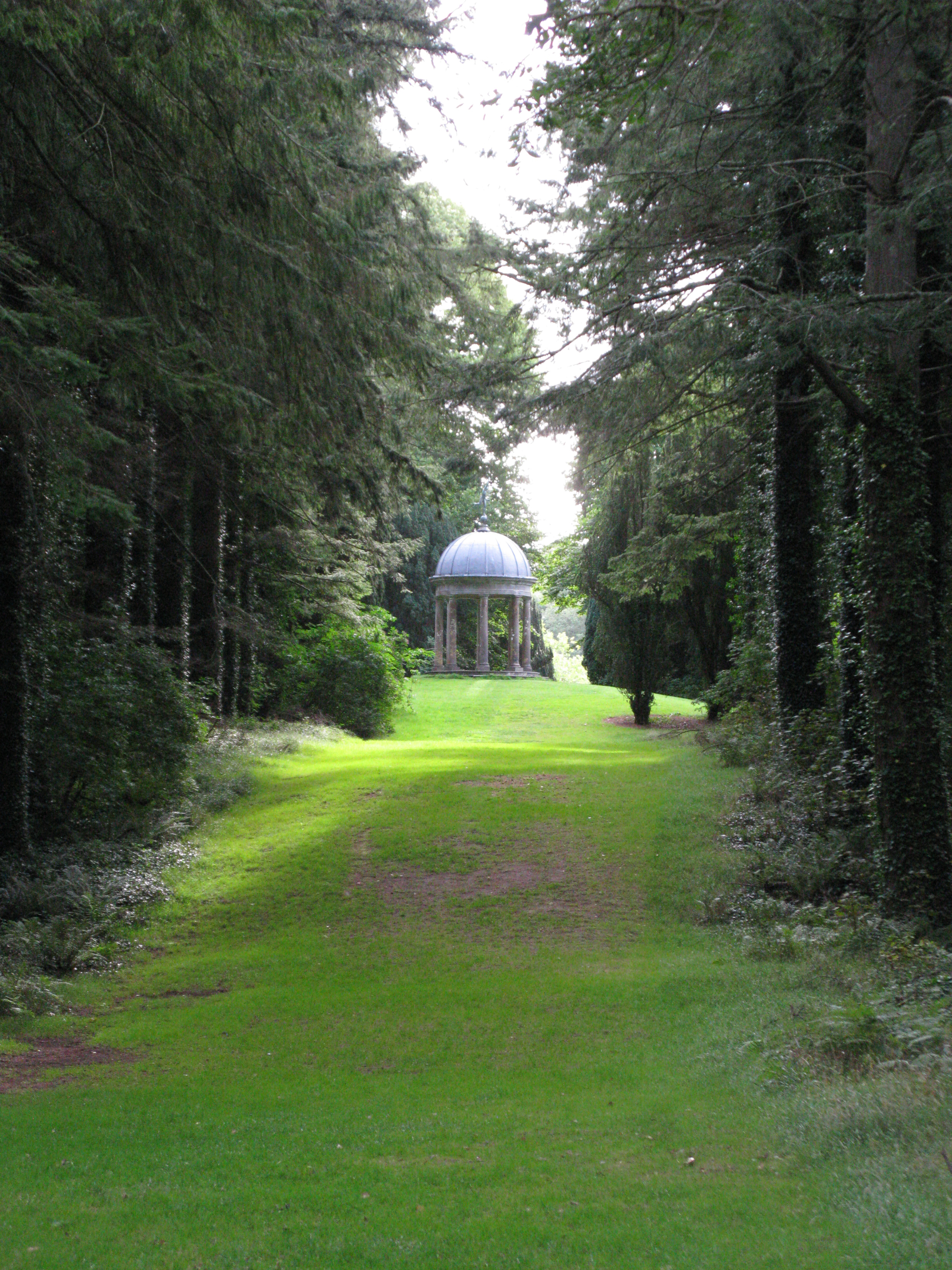
Альтанка на пагорбі Таррет-Гілл.

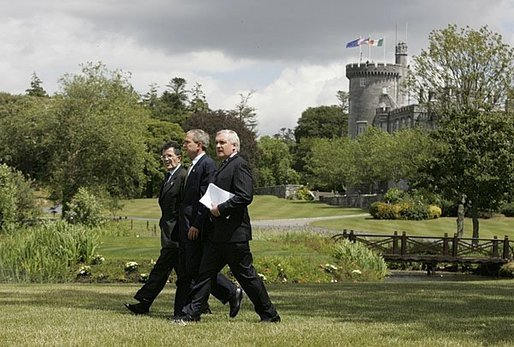
Джордж Буш, Романо Проді та Берті Ахерн у замку Дромоленд.

## Історія замку Дромоленд
У 1551 році замок Дромоленд належав Мурроу О'Браєну. Він був першим вождем ірландського клану, що отримав титул І графа Томонд від короля Англії Генріха VIII. Мурроу О'Браєн заповів замок Леманег своєму третьому сину — Доноху Мак Морроу О'Браєну. Крім цього замку, він заповів йому замок і землі Дромоленд. У 1582 році Доноха Мак Мурроу О'Браєна англійська влада звинуватила в заколоті та підтримці повстанців. Йому був винесений смертний вирок, і він був повішений у Лімеріку. Усі його володіння та замки були конфісковані короною Англії. Замок Дромоленд був дарований шерифу — серу Джорджу Кьюсаку. Але через кілька років Турлу О'Браєн вбив шерифа Кьюсака. Клан О'Браєн намагався повернути собі замок Дромоленд. IV граф Томонд стверджував, що замок по праву належить йому, а не сини Доноха — Конору Мак Доно О'Браєну. Чим завершилась ця суперечка — незрозуміло.
У 1604 році Конор О'Браєн помер і заповів замок Дромоленд своєму синові Доно, якому було тоді лише 8 років. Його матір'ю була Слейні О'Браєн. Почалась суперечка щодо права власності на замок Дромоленд між Слейні О'Браєн та IV графом Томонд. Суперечку вирішили шляхом арбітражу в 1613 році. Власником замку став граф Томонд — до того лорд Томонд, але він змушений був заплатити грошову компенсацію Слейні О'Браєн. Коли Доно виріс, він відмовився дотримуватись цієї угоди. У 1614 році Вільям Старкі орендував замок Дромоленд у графа Томонд. У 1628 році лорд Томонд помер. Доно продовжував судову суперечки в Дубліні. У 1629 році Доно отримав постанову, що «всі садиби, землі, замки його покійного батька належать йому», і він мав або отримати їх у власність або отримати грошову компенсацію. Але графи Томонд ще 50 років продовжували володіти замком та землями Дромоленд. V граф Томонд вирішив дарувати Доно інші землі як компенсацію.
Роберт Старкі — син Вільяма Старкі мав резиденцію в замку Дромоленд, коли спалахнуло повстання за незалежність Ірландії в 1641 році. Роберт Старкі втік. У 1642 році замок Дромоленд захопив полковник Конор О'Браєн Леманег — син Доно та Майре Руа. Замок він захопив разом із капітаном Мак Інергенні — командиром загону ірландських повстанців. Конор загинув у бою в 1651 році. Його старший син Донох, що народився в 1642 році успадкував замок Леманег та претендував на замок Дромоленд. Крім того, Донох отримав у володіння землі від свого зведеного брата — Вільяма О'Нейллана (1635—1678).
Роберт Старкі поновив договір оренди замку в 1666 році після реставрації монархії в Англії. Потім замок Дромоленд взяв У суборенду полковник Даніель О'Браєн із замку Каррігагольт. Потім — три року по тому в замку жив Томас Врллкотт із Мойхілл. І нарешті, у 1684 році замок перейшов у власність Доноха О'Браєна. Проте Донох жив переважно в замку Леманег.
Різні мешканці, відвідувачі та гості замку Дромоленд писали про нього у своїх нотатках. Сер Донох — І баронет О'Браєн, що помер у 1717 році писав про замок, що це «прекрасна будівля у грецькому стилі». Син Доноха — Луціус О'Браєн теж помер у 1717 році. Він мав сина — Едварда, що став II баронетом О'Браєн. Він прикрасив замок картинами та рельєфами. Він також склав проєкти для побудови нового замку Дромоленд. Томас Роберс та Джон Аерон представили проєкти та креслення для реконструкції замку та саду Дромоленд. Джон Аерон був архітектором і він розробив остаточний дизайн замку та садиби. Він також розробив проєкт альтанки на пагорбі Таррет-Хілл. Ця альтанка була побудована для спостереження за об'їздкою коней. Замок Дромоленд був розширений до десяти відсіків. Будівництво двоповерхового чотирикутника було завершене в 1736 році. Едвард О'Браєн помер у 1765 році.
У 1795 році в «Часописі джентльменів» так писали про замок Дромоленд: «Благородна і прекрасна садиба — резиденція баронета сера Луціуса О'Браєна, що розташована у графстві Клер. Стоїть на пагорбі, що поволі піднімається від озера. Садиба площею 24 акри розташована серед лісу. Три мальовничих пагорби височать там, із них відкриваються краєвиди на річки Фергус та Шеннон…»
Едвард О'Браєн мав сина — Луціуса О'Браєна. Він став III баронетом О'Браєн. Помер у 1794 році і передав замок у спадок синові — Едварду О'Браєну — IV баронету О'Браєн. Едвард вирішив перебудувати замок. У 1821 році в замку народився брат Едварда, син Роберта — Джордж О'Браєн. Перебудова замку почалась у 1822 році і коштувала більше 50 000 — величезні на той час гроші. Брати Пейн пропонували звести класичні конструкції, але Едвард О'Браєн вирішив будувати замок в неоготичному стилі під впливом ідей Джона Неша. Джеймс та Джордж Річард Пейн були учнями Джона Неша — вчились у нього в Англії. Будівля була завершена в 1835 році. Самуель Льюїс писав про замок Дромоленд у 1837 році таке: «Це чудова будівля в старовинному стилі, що побудована на місці старовинного замку, оточена великою багатою та лісистою вотчиною, що останнім часом була впорядкована…»
Едвард О'Браєн одружився з Шарлоттою Сміт, успадкував її статки, використав ці кошти на будівництво свого нового замку. Едвард та Шарлотта були батьками Вільяма Сміта О'Браєна — лідера «Повстання молодих ірландців» 1848 року. Сер Едвард О'Браєн помер у 1837 році. Його старший син Луцій став V баронетом О'Браєн та XIII бароном Інхіквін.
У 1855 році Берк лишив такий запис про замок: «Замок побудований із темно-синього вапняку, з витонченою майстерністю, навколо ліс площею понад 1 500 акрів землі… З пагорбів відкривається чудовий вид на річки Шеннон та Фергус, місцина нагадує острів серед озера, що робить замок Дромоленд однією з найгарніших резиденцій в Ірландії…»
Замок непогано зберігся до нашого часу. Замок у стилі неоготики, має корончасті башти з гербами вождів клану О'Браєн. На південь від замку є чудовий парк. У 1902 році Луціус О'Браєн — XV барон Інхіквін на місці старого шлюзу XVII століття заклав новий сад, оточений муром.
У 1962 році Донох О'Браєн — XVI барон Інхіквін продав замок Дромоленд та 350 акрів землі навколо нього через складну фінансову ситуацію. Він побудував новий будинок Томонд на пагорбі з видом на замок Дромоленд. Він переїхав у цей будинок, збудований у георгіївському стилі в 1965 році і помер у 1968 році. У цьому будинку нині живе XVIII барон Інхіквін.
Замок Дромоленд купив громадянин США — Бернард П. МакДоно в 1862 році і перебудував його в готель найвищої класу. Нині замок Дромоленд входить до списку історичних готелів світу.

## Відомі гості замку Дромолед
Замок відвідували і зупинялись в ньому Джордж Буш, Берті Ахерн, Романо Проді і мали спільну прес-конференцію в цьому замку в 2004 році.
Президент США Джордж Буш жив у цьому замку в п'ятницю, 26 червня 2004 року, під час участі в саміті ЄС-США, що відбувався в цьому замку. Президента Буша охороняли близько 7000 поліцейських, військових і приватних сил безпеки під час його візиту до замку.
Замок Дромоленд відвідували також Білл Клінтон, король Іспанії Хуан Карлос I, Нельсон Мандела, Мухаммед Алі, Річард Бренсон, Джек Ніколсон, Джонні Кеш, Майкл Флетлі, Боно і Джон Траволта.